# NR-40

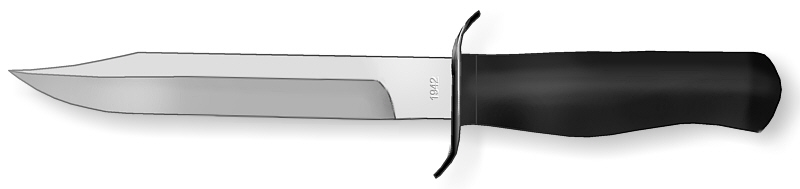
Faca de combate NR-40 do Exército Soviético.

A NR-40 (em russo:  нож разведчика, HP-40 nozh razvedchika que significa "faca de batedor" ou Finka) foi uma faca de combate soviética introduzida em 1940 e usada durante a Segunda Guerra Mundial. A NR-40 possui lâmina de 152 mm com clip point, ricasso grande, cabo de madeira preta e guarda em formato de S. A guarda é "invertida" (ao contrário da maioria das guardas em forma de S, ela se curva em direção à borda) porque os punhos padrão do Exército Soviético exigiam segurar a faca com a ponta para cima.

## História
No início do século XX, as facas puukko finlandesas começaram a se tornar populares entre os criminosos na maioria das cidades do Império Russo. Os fabricantes de facas locais começaram então a modificar a ferramenta do lenhador finlandês para torná-la mais útil no combate; por exemplo, tornando a lâmina mais longa, mudando de uma parte traseira plana para uma clip point e adicionando uma guarda grande. A arma resultante, ainda chamada de "faca finlandesa" ou "finka" em russo, parecia bem diferente de uma típica puukko. As "facas finlandesas" eram onipresentes no submundo do crime da Rússia e da União Soviética durante a primeira metade do século XX. Por causa da associação criminosa, a "faca finlandesa" foi proibida na União Soviética na década de 1930, assim como o canivete automático seria mais tarde proibido no Ocidente.
A Guerra de Inverno revelou uma série de deficiências no armamento soviético; entre outras questões, a infantaria soviética carecia de uma boa faca de combate. Como resultado, em 1940, o Exército Soviético adotou a NR-40, que é essencialmente uma versão produzida em massa da "finka" dos gângsteres russos.

## Divisão "faca preta"
A NR-40 foi produzida principalmente na fábrica da ZiK (ЗиК) em Zlatoust, nos Urais. Assim que o Corpo de Tanques Voluntários dos Urais foi formado em 1943, todos os seus soldados e oficiais receberam uma edição especial da NR-40 (também conhecida como "faca preta"). A formação foi posteriormente denominada pelos alemães como «Schwarzmesser Panzer-Division». O hino divisionário não oficial também mencionou o apelido ("Дивизия черных ножей", Divisão Faca Negra).

## Variantes modernas da NR-40
A NR-40 não é mais usada pelo exército, mas reproduções modernas e réplicas quase exatas da NR-40 são produzidas em Zlatoust até hoje. Uma faca exatamente com as mesmas proporções seria legalmente uma arma, proibindo assim a livre venda. Para contornar isso, os produtores usam uma lâmina mais fina ou removem a guarda.